# Euphorbia tuberosa
Espèce
Statut CITES
Euphorbia tuberosa est une espèce de plantes à fleurs de la famille des Euphorbiaceae. Elle est
communément appelée  milkball/melkbol ou wilderamenas. C'est une plante géophyte originaire des parties occidentales de l'Afrique du Sud.

## Description

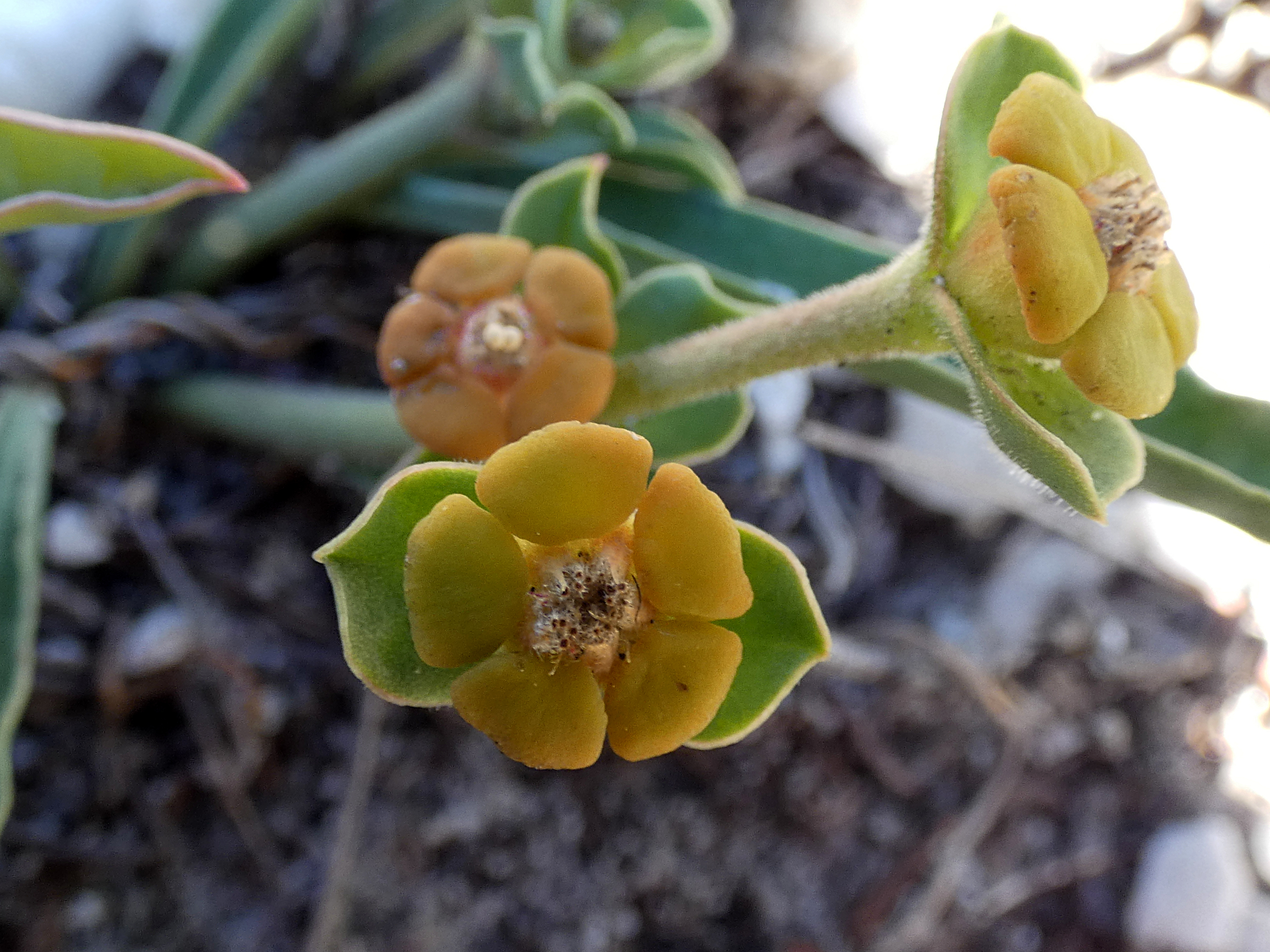
Détail de la fleur Euphorbia tuberosa, près de Hangklip.

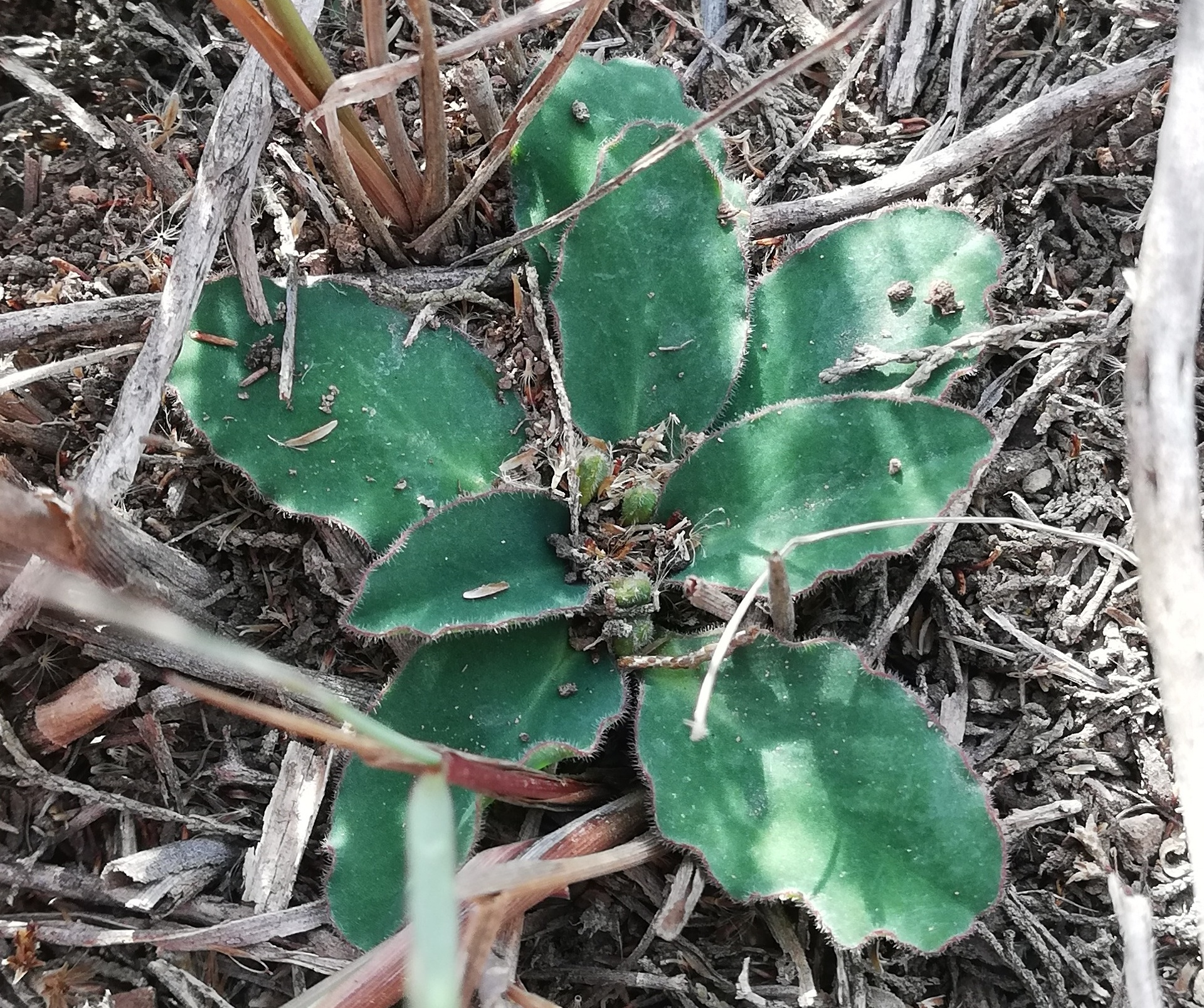
Euphorbia tuberosa, poussant près de Napier, dans la région de l'Overberg..

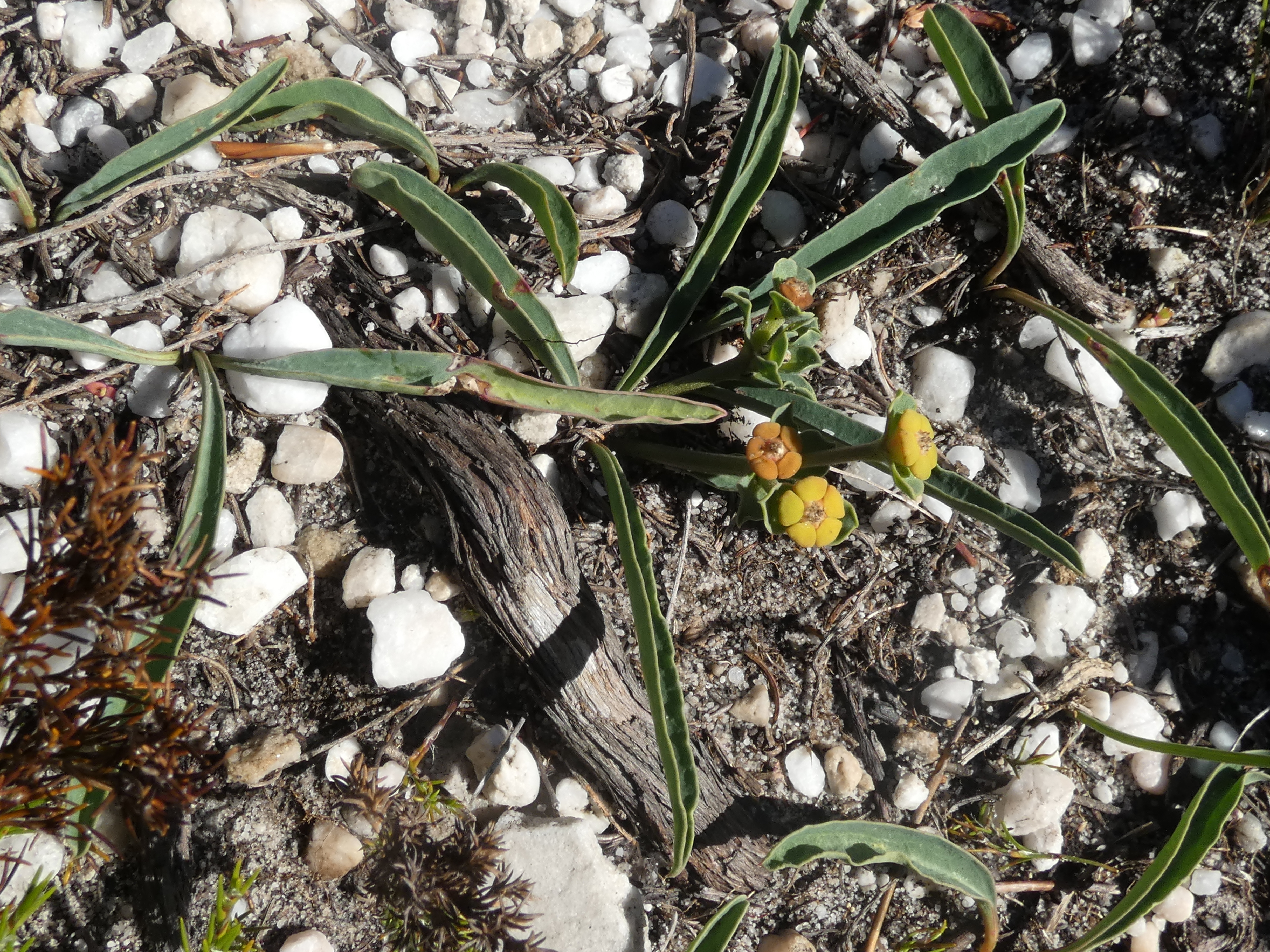
Euphorbia tuberosa, forme à feuilles élancées près de Hangklip.

C'est une espèce très variable, qui possède un caudex souterrain tubéreux. 
Ses feuilles caduques sont gris-vert, souvent avec des poils doux et fins.
La forme des feuilles est lancéolée à oblongue. Sous le pétiole, les feuilles deviennent plus étroites. 
Le bord des feuilles est ondulé ou craquelé, et généralement incurvé vers le haut.
Elle est dioïque et ses fleurs jaune-vert de 5 mm en cyathe apparaissent au cours de l'hiver, sur des pédoncules courts de 1-5 cm et traînants,
,.

### Espèces apparentées
Cette espèce est étroitement liée à Euphorbia ecklonii, une espèce de l'Overberg, qui a des feuilles plus larges et coriaces qui reposent à plat sur le sol.
Elle est également étroitement liée à Euphorbia silenifolia, qui a cependant des feuilles minces, linéaires et semblables à celles de l'herbe,.
Une forme plus gracile d'Euphorbia tuberosa  est parfois considérée comme une espèce distincte,  Euphorbia crispa  (Haw.) Sweet, qui se distingue par ses feuilles très étroites, dont les bords sont plus fortement ondulés/crispés et dont la nervure centrale est plus proéminente.

## Répartition and habitat
Euphorbia tuberosa est une plante indigène des régions occidentales à pluviosité hivernale (été sec) de l'Afrique du Sud, du Namaqualand au nord jusqu'à Cape Town au sud. Dans la région du Petit Karoo, il s'étend vers l'est jusqu'à la ville de Matjiesfontein. Dans la région de l'Overberg, il est présent autour de la ville de Napier et s'étend vers l'est jusqu'à la ville de Riversdale.
Son habitat est généralement constitué de sols rocheux ou sablonneux dans des zones exposées de renosterveld, de fynbos ou de végétation succulente de karoo.

## Systématique
Le nom correct complet (avec auteur) de ce taxon est Euphorbia tuberosa L..
Euphorbia tuberosa a pour synonyme :
- Tithymalus tuberosus (L.) Hill